# Lloyd Austin
Lloyd James Austin III (Mobile, Alabama; 8 de agosto de 1953) es un militar estadounidense. Fue el  Secretario de Defensa de los Estados Unidos desde 2021 hasta 2025 bajo la presidencia de Joe Biden. Se retiró en 2016 siendo general de cuatro estrellas del ejército de tierra estadounidense.  Desde 2016 trabajó en el sector privado formando parte de la junta directiva de empresas como Raytheon Technologies, Nucor o Tenet Healthcare.
Fue el último comandante en jefe de la Operación Nuevo Amanecer durante la guerra de Irak que terminó el 18 de diciembre de 2011. Entre el 31 de enero de 2011 y el 22 de marzo de 2013 fue el 33.º subjefe del Estado Mayor de las Fuerzas Armadas de Estados Unidos y después el 12.º comandante del Mando Central de los Estados Unidos (CENTCOM).

## Biografía

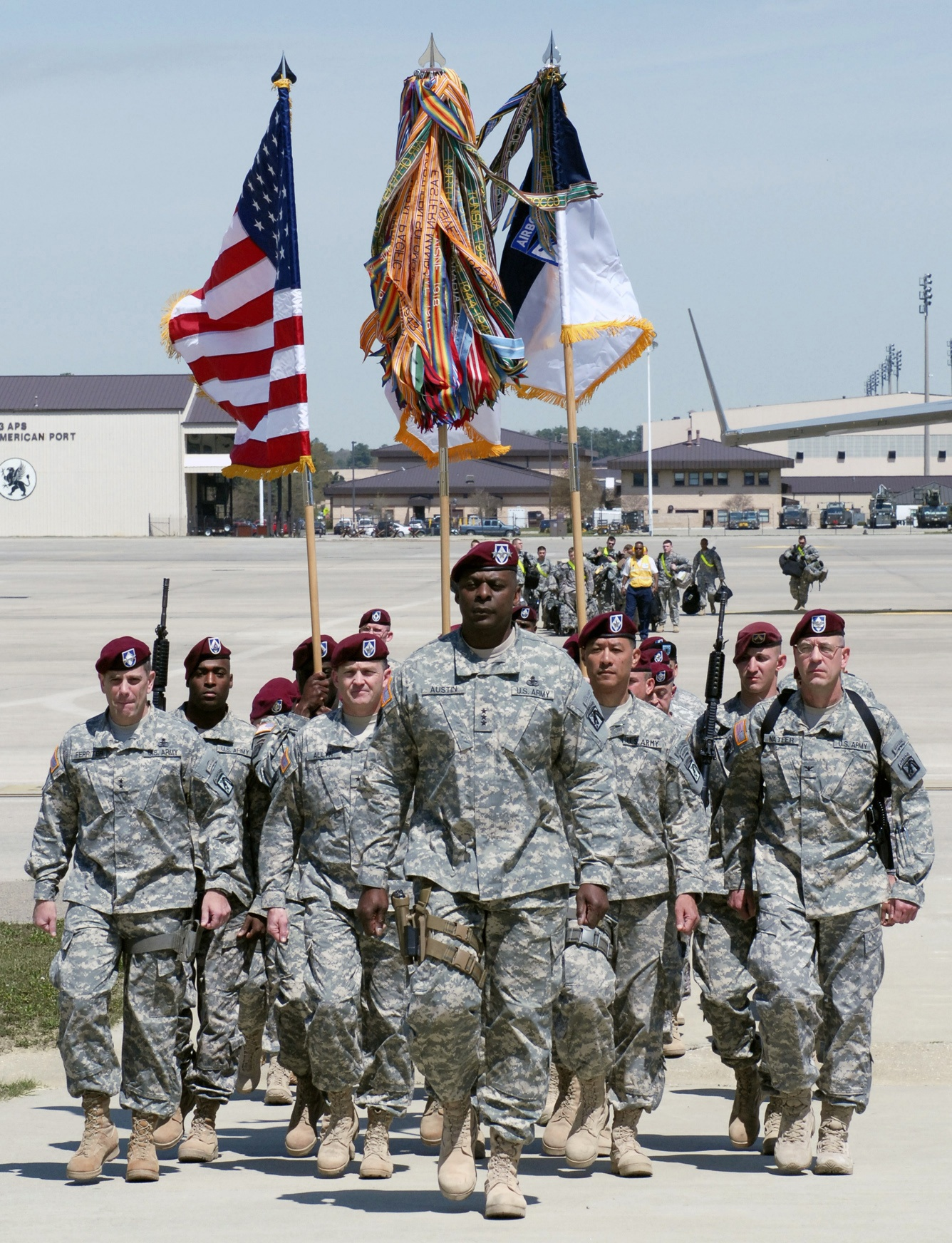
Austin en el regreso del XVIII Comando del cuerpo aerotransportado de la Guerra de Irak en abril de 2009.

Nació en Mobile, Alabama, y creció en Thomasville, Georgia. Su madre era una católica devota y su padre un empleado postal.Tenía cinco hermanos.El atendió como uno de los primeros negros en la escuela secundaria de su distrito ya que antes era únicamente atendido por blancos.Le fue otorgado una beca para estudiar en la Universidad de Notre Dame en Indiana, pero su padre prefirió que su hijo atendiera una escuela militar.Se graduó en 1975 en la Academia Militar de Estados Unidos de West Point. Posee dos másteres, uno en educación, de la Universidad de Auburn y otro en gestión de negocios de la Universidad Webster.
Inició su carrera militar en 1975 graduándose como "Second Lieutenant" (OF-1) (segundo teniente) hasta alcanzar el grado de "General"  (OF-9) (general de cuatro estrellas) y comandante del Comando Central de Estados Unidos, la organización militar de Estados Unidos que supervisa las operaciones en Oriente Medio.
Fue comandante de la División Auxiliar (Maniobra), la 3.ª División de Infantería (Mecanizada) en Fort Stewart, Georgia y comandante general de la 10.ª División de Montaña en Fort Drum, Nueva York desde septiembre de 2003 hasta agosto de 2005, además comandante de la Combined Joint Task Force-180 en la Operación Libertad Duradera, en Afganistán.
Posteriormente fue nombrado comandante del Comando Central de Estados Unidos entre septiembre de 2005 hasta noviembre de 2006, seguido de la asignación como el comandante general, XVIII Cuerpo Aerotransportado en diciembre de 2006 donde comandó la Fuerza Multinacional - Irak, durante la guerra de Irak desde febrero de 2008 hasta de abril de 2009. Posteriormente, fue asignado al Pentágono como el director, Mayor Conjunto de agosto de 2009 a agosto de 2010. Austin dirigió las Fuerzas de Estados Unidos en Irak desde septiembre de 2010 hasta la finalización de la Operación Nuevo Amanecer en diciembre de 2011. Más tarde fue el 33d Vicejefe de Estado Mayor del Ejército a partir de enero de 2012 hasta marzo de 2013.

### Comando Central de Estados Unidos
Austin se convirtió en el comandante de CENTCOM el 22 de marzo de 2013, tras ser nominado por el presidente Obama a fines de 2012. Su papel como comandante del CENTCOM ha sido descrito como el de un "general invisible", evitando las relaciones con los medios de comunicación mientras lideraba la lucha de Estados Unidos contra el Estado Islámico.
Como comandante, tras tomar el control de Mosul en junio de 2014, Austin supervisó el desarrollo y la ejecución del plan de campaña militar para contrarrestar al Estado Islámico en Irak y Siria. En octubre de 2014, Austin argumentó que el enfoque principal del ejército estadounidense en las operaciones contra el Estado Islámico debería ser Irak, a diferencia de Siria. Sin embargo, ha sido criticado por exagerar el éxito de los ataques aéreos contra el grupo terrorista. También debe explicar al Congreso en 2015 el fiasco de un programa de 500 millones de dólares para entrenar a los rebeldes sirios, de los que sólo "cuatro o cinco" se quedaron a luchar. La ceremonia de retirada de Austin tuvo lugar en Joint Base Myer – Henderson Hall el 5 de abril de 2016.

### Sector privado
En 2016, Austin se incorporó al sector privado uniéndose a la junta directiva de Raytheon Technologies, un contratista militar. El 18 de septiembre de 2017, Austin fue nombrado miembro de la junta directiva de Nucor. El 29 de mayo de 2018, Austin fue nombrado director independiente en la junta de Tenet Healthcare. También trabaja en una empresa de consultoría.

### Designado Secretario de Defensa
El 27 de noviembre de 2020, Axios informó que Austin estaba siendo considerado por el equipo de transición Biden-Harris para el papel de secretario de defensa en la administración entrante. Austin también fue asesor de transición en asuntos de seguridad nacional. El 7 de diciembre de 2020, se informó que el presidente electo Joe Biden nombrará a Austin como secretario de defensa. Biden conoció a Austin mientras Austin era el comandante de CENTCOM en la administración de Obama y, según se informa, llegó a confiar en Austin después de recibir sus informes. Al igual que el exsecretario de defensa James Mattis, Austin necesitará una exención del Congreso de la Ley de Seguridad Nacional de 1947 para evitar el período de cadencia de siete años después de dejar el servicio militar activo, según lo prescrito por 10 U.S.C. § 113 (a), para ser nombrado secretario de defensa.
Se critican sus vínculos con el lobby armamentístico. Según la periodista Sarah Lazare: "La persona que Biden habría elegido para dirigir el Departamento de Defensa es miembro del consejo de administración de Raytheon, un proveedor clave de bombas para la guerra entre Estados Unidos y Arabia Saudí en Yemen que ha presionado agresivamente contra el recorte de la venta de armas a la coalición liderada por Arabia Saudita. Lloyd Austin se ha comprometido a vender su participación en Raytheon en los tres meses siguientes a su nombramiento en el gobierno para evitar un conflicto de intereses, lo que le supondría un pago de 1,7 millones de dólares, según la prensa.

## Vida privada
El 9 de enero de 2024 anunció que padecía cáncer de próstata.